# Ophthalamia
Ophthalamia war eine 1989 gegründete schwedische Black-Doom-Band aus Stockholm.

## Geschichte
1989 wurde die Band von Jim „All“ Berger und Tony „IT“ Särkkä von Abruptum gegründet.
All übernahm anfangs den Gesang, wurde aber 1994 von Jon „Shadow“ Nödtveidt abgelöst; für diesen wiederum übernahm Erik „Legion“ Hagstedt (zeitweise Marduk-Sänger) das Mikrofon, wurde aber 1998 wieder von All abgelöst. Für Benny „Winter“ Larsson übernahm Ole „Bone“ Öhman ab dem dritten Album das Schlagzeug. Emil „Night“ Nödtveidt, Jon Nödtveidts Bruder, übernahm für Robert „Mourning“ Ivarsson die Gitarre, Mikael „Mist“ Schelin (später bei Malign) spielte dafür den Bass. Alexandra „Axa“ Balogh, die ITs Freundin war, auf den ersten beiden Alben sang, ein Klavier-Outro zu Via Dolorosa einspielte und Zeichnungen für die Band anfertigte, bekam einen Vertrag bei Necropolis Records, das geplante Album unter dem Projektnamen Rhiannon erschien allerdings nie.
1998 veröffentlichte die Band ihr bisher letztes Album, Dominion, welches sich thematisch an MacBeth orientierte.
Am 6. Juli 2006 gab Tony Särkkä bekannt, wieder ein neues Ophthalamia-Album aufnehmen zu wollen.

## Konzept
Ophthalamia ist die von IT und All ausgedachte Fantasie-Welt, deren Göttin der Dämon Elishia ist; IT bezeichnet Elishia als ophthalamischen Satan. Fast alle Lieder erzählen von dieser Welt. Die Geschichten wie zum Beispiel Castle of No Repair oder The Eternal Walk wurden in Episoden, über mehrere Alben verteilt, erzählt.

## Diskografie

### Demos
- 1991: A Long Journey

### Alben
- 1994: A Journey in Darkness
- 1995: Via Dolorosa
- 1998: A Long Journey
- 1998: Dominion (No Fashion Records)

### Zusammenstellungen
- 1997: To Elishia

### Sampler-Beiträge
- 1998: Sacrifice auf In Conspiracy with Satan – A Tribute to Bathory